# NGC 5238-1
NGC 5238-1 (другие обозначения — UGC 8565, KCPG 384A, MCG 9-22-82, MK 1479, ZWG 271.52, VV 828, 1ZW 64, PGC 47853) — спиральная галактика (Sd) в созвездии Гончие Псы.
Этот объект входит в число перечисленных в оригинальной редакции «Нового общего каталога».